# Hier et demain

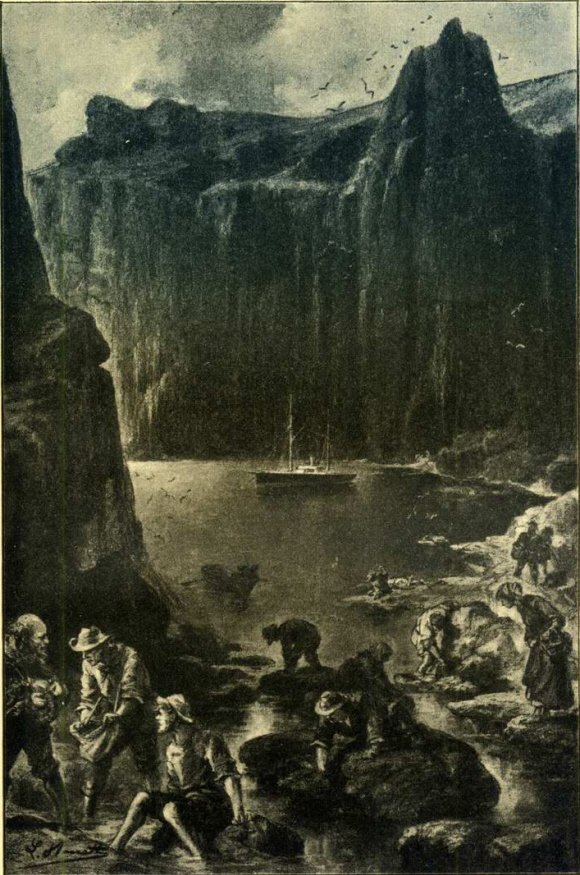
Zeichnung von Léon Benett zu der in dem Sammelband enthaltenen Kurzgeschichte Der ewige Adam

Hier et demain (deutsch: Gestern und morgen) ist ein Sammelband mit Erzählungen der französischen Autoren Jules und Michel Verne. Er wurde 1910 nach dem Tod des Vaters Jules von dem Sohn Michel Verne herausgegeben. Alle enthaltenen Kurzgeschichten wurden von Michel Verne vervollständigt oder verändert, so dass sie im Gesamtschaffen Jules Vernes als „Apocrypha“ eingestuft werden.

## Inhalt
- Le Humbug, 1867
- Aventures de la famille Raton. Conte de fées, 1891
Die Rattenfamilie
- La journée d'un journaliste américain en 2889, 1891
Ein Tag aus dem Leben eines Journalisten im Jahre 2889
- Monsieur Ré-dièze et Mademoiselle Mi-bémol, 1893
Herr Dis und Fräulein Es
- La Destinée de Jean Morénas, 1910
- L'Éternel Adam, 1910; geschrieben von Michel Verne
Der ewige Adam

## Bibliografie (Auswahl)
- Jules Verne, Michel Verne: Der Humbug. Berlin: Edition Dornbrunnen, 2011, ISBN 978-3-943275-00-1
- Jules Verne: Herr Dis und Fräulein Es. In: Anne Marie Fröhlich (Hrsg.): Weihnachtszeit. Zürich: Manesse Verlag, 1995, ISBN 3-7175-1876-3
- Jules Verne: Die Abenteuer der Familie Raton. Ein Märchen, übersetzt und herausgegeben von Volker Dehs, Frankfurt am Main: Fischer Taschenbuch Verlag, 1989, ISBN 3-596-22880-8
- Jules Verne: Der ewige Adam. Zürich: Diogenes Verlag, 1977, ISBN 3-257-20411-6